# 1747년 영국 총선
선거는 헨리 펠럼의 휘그당 정부의 지지율이 상승하고 토리당은 감소했음을 보였다. 그러나 30년간의 휘그당 과두정치와 체계적인 부패는 그들을 약화시켰다. 애국휘그당이 갈라져나오게 만든 로버트 월폴이 사임했음에도, 여전히 휘그당 이름 하에 많은 반정부세력이 잔존했고, 사실상 권력다툼은 휘그당과 토리당 사이가 아니라 휘그당 내에서 일어났다. 토리당은 사실상 영향력없는 정당으로 전락했다.

## 선거 결과
| 정당       | 의석 수 |
| ---------- | ------- |
| 휘그당     | 338     |
| 토리당     | 117     |
| 애국휘그당 | 94      |
| 기타       | 9       |
| 합계       | 558석   |